# Red Sparrow (pel·lícula)

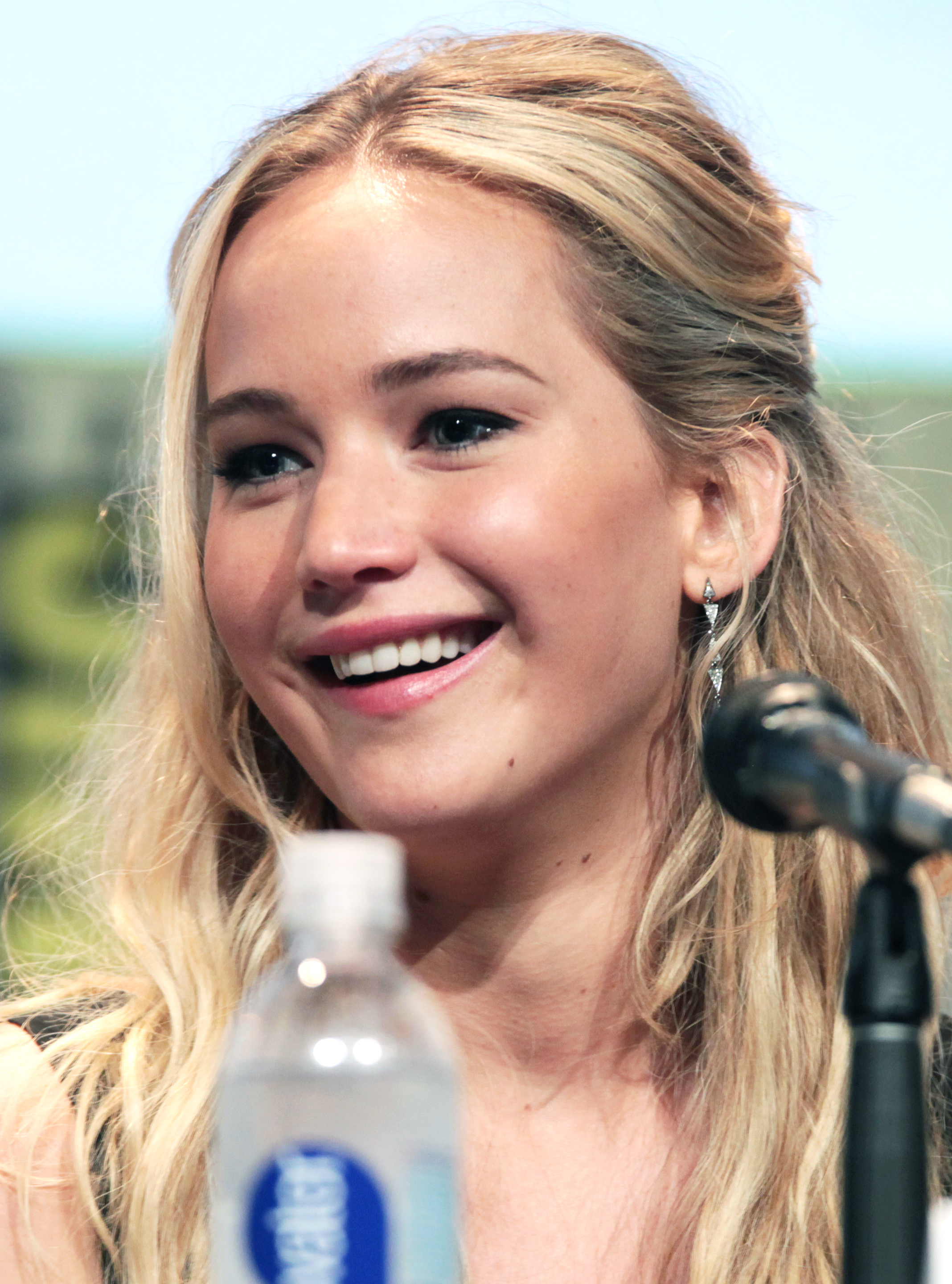
Imatge de Jennifer Lawrence, protagonista de la pel·lícula.

Red Sparrow (literalment, "pardal vermell") és un film d'espionatge i suspens dirigit pel cineasta austríac Francis Lawrence que es va estrenar a la primeria de 2018. Ha estat doblada al català.

## Argument
El film és basat en una novel·la homònima, Red Sparrow, escrita per Jason Matthews i publicada l'any 2013 per l'editorial Charles Scribner's Sons.
La història narra la vida de la jove ballarina russa Dominika Egorova, interpretada per Jennifer Lawrence, quan després de patir un greu accident que la incapacita per continuar d'exercir la seva professió, a més de veure com s'esmicolen les seves opcions de tornar a ballar professionalment, el seu oncle la lliura contra la seva voluntat a una acadèmia secreta anomenada Sparrow juntament amb altres dones i homes, on acaba per ser durament entrenada com a espia capaç de manipular i, especialment, seduir i fer qualsevol cosa per aconseguir el seu objectiu.

## Repartiment
L'elenc compte com a estela protagonista Jennifer Lawrence, qui abans d'aquest, ja havia protagonitzat films de ciència-ficció com ara Passengers, Els jocs de la fam o les darreres entregues de la franquícia X-Men. Com a rol contraposat, l'acompanya l'actor australià Joel Edgerton.
- Jennifer Lawrence, com a Dominika Egorova, espia
- Joel Edgerton, com a Nathaniel Nash, espia de la CIA
- Mary-Louise Parker, com a Stephanie Boucher
- Matthias Schoenaerts, com a Vanya Egorov
- Jeremy Irons, com a Korchnoi
- Ciarán Hinds, com a Zyugonov
- Sergei Polunin, com a Konstantin
- Joely Richardson, com a Nina
- Sakina Jaffrey, com a Trish Forsythe
- Douglas Hodge, com a Volontov

## Ubicació cinematogràfica
El film, ambientat majoritàriament a Rússia, va tenir les principals escenes de gravació a diversos punts d'Europa, com ara Budapest (Hongria), Bratislava (Eslovàquia), Viena (Àustria) i a l'Aeroport de Londres-Heathrow (Regne Unit).